# Aron Iryjczyk
Aron Iryjczyk – postać z powieści Teodora Parnickiego Srebrne orły i Robotnicy wezwani o jedenastej, która pewne rysy zaczerpnęła od arcybiskupa krakowskiego Aarona.

## Mnich
Aron urodził się w 975 lub w 977 roku w Irlandii. W młodym wieku złożył śluby zakonne w klasztorze benedyktyńskim w Glastonbury. Uczył się w Glastonbury, a następnie w szkole katedralnej w Reims. W 994 roku przybył z arcybiskupem kenterberyjskim Alfrykiem do Rzymu i pozostał tam w klasztorze świętego Pawła za Murami. W 998 roku został tłumaczem języka greckiego przy mistrzu Gerbercie. Po wyniesieniu Gerberta na stolicę biskupią Rawenny, opuścił wraz z nim Rzym. Powrócił rok później po obiorze Gerberta na stolicę Piotrową. W tym czasie był sekretarzem papieskim i ceremoniarzem cesarskim. W 1001 roku papież wyświęcił go na księdza. W dwa miesiące po śmierci Ottona III, w marcu 1002 roku, papież wysłał go do Kordoby, by poza granicami chrześcijaństwa wykupywał eunuchów chrześcijańskiego pochodzenia z niewoli arabskiej. W ciągu dziesięciu lat trzykrotnie przekraczał granice kalifatu kordobańskiego, zbierając najpierw środki na wykup niewolników w obydwu Lotaryngiach, Burgundii, Prowansji i Akwitanii. W 1013 roku po zdobyciu Kordoby przez Berberów, został wywieziony z ogarniętego pożogą kraju przez tamtejszych Źydów, opłaconych przez biskupa Kolonii, Herberta.

## Opat tyniecki
Towarzyszył wychowance Herberta, Rychezie, poślubionej Mieszkowi II, do Polski. W 1015 roku został opatem ufundowanego przez nią klasztoru w Tyńcu. W 1016 roku jako poseł księcia polskiego Bolesława Chrobrego udał się do Anglii, by domagać się od króla Ethelreda wydania brata przyrodniego władcy polskiego, Bolesława Lamberta. Przy okazji ocalił też od śmierci z rąk króla Kanuta dwoje małych dzieci jego poprzednika Edmunda Żelaznobokiego. Jako nagrodę za sprowadzenie brata zażądał od Bolesława mianowania Lamberta, biskupem krakowskim. Rozeźlony władca polski wysłał Arona na mury obleganej przez cesarza Niemczy, aby trzymał krzyż przeciw oblegającym gród Lutykom, niosącym na czele swych oddziałów wizerunki pogańskich bożków. Ostatecznie ustąpił i mianował Lamberta biskupem. W 1018 roku po zdobyciu przez Chrobrego Kijowa, Aron został wysłany z misją dyplomatyczną do Konstantynopola. Oburzony na gwałt Bolesława Chrobrego na córce księcia kijowskiego, Przedsławie, po wywiązaniu się z niej, nie wrócił do Polski. W 1023 roku pojawił się na wschodzie. Odwiedził w Ekbatanie sławnego uczonego Awicennę, lecz nie został przyjęty na ucznia. Następnie prawdopodobnie wędrując wciąż na wschód, przez Chiny, dotarł do państwa Tolteków w środkowej Ameryce. Tekst powieści sugeruje, że mógł zostać ich królem. W 1025 roku, wyruszył na poszukiwanie Arona, w podróż zachodnią drogą, wzdłuż wybrzeża Ameryki Północnej, jego przyjaciel, biskup poznański, Tymoteusz.
W 1028 roku w niewyjaśnionych okolicznościach Aron został wyłowiony z morza pomiędzy Anglią a Fryzją. Cierpiącego na utratę pamięci otoczył opieką Ello, opat klasztoru Brauweiler pod Kolonią. Amnezja Arona jest w powieści sprawą niewyjaśnioną. Jedni bohaterowie uważają, że z morza wyłowiono w istocie brata bliźniaka Aronowego i to on przez lata podawał się za opata tynieckiego. Wedle innych brat zamienił się z Aronem w trakcie jego misji do Anglii, udał się z Lambertem do Polski, a stamtąd do Konstantynopola i kraju Tolteków, natomiast z morza wyłowiono prawdziwego Arona.

## Pwyl i Arawn
Łukasz, biskup nowogrodzki i znakomity medyk próbuje dopomóc pamięci umierającego Arona używając baśniowej opowieści celtyckiej o Arawnie i Pwylu. Jego zdaniem opowieść kryje w sobie przetworzoną historię Arona i jego brata bliźniaka. Bliźniak, którego opowieść nazywa Pwylem lub Peredurem synem Pwyla, awanturnik i pirat, w pewnym momencie zgłosił swoje pretensje, jako syn króla Mareduda, do kambryjskiego królestwa Dyfed. Zagrożony interwencją króla sąsiedniego Gwyned, postanowił zamienić się z bratem Arawnem (Aronem) na królestwa. Aron zginął w bitwie, a Pwyl objął jego pozaziemskie, bo należące do Królestwa niebieskiego, władztwo, dając się wyłowić z morza jako opat Aron, który utracił pamięć. Przeinaczenia zawarte w opowiedzianej historii, pobudzają na zasadzie skojarzeń pamięć umierającego. To nie Pwyl lecz Arawn (Aron) potrzebował pomocy. Łagodny i dobrotliwy mnich nie nadawał się do dzieła wykradzenia dzieci zamordowanego króla angielskiego i przewiezienia ich w bezpieczne miejsce. Pwyl wykradł dzieci Kanutowi, wywiózł je okrętem daleko na północ, a następnie przez cieśniny duńskie dopłynął z bratem Bolesława do Polski. W tym czasie Aron zajął się propagandą na rzecz brata w Dyfed. W 1018 po przeprowadzeniu misji w Bizancjum, Pwyl porzucił służbę u Bolesława i powrócił do Dyfed. Aron nie mogąc powrócić do Polski, udał się na wyprawę w kierunku północno-zachodnim i być może nawraca miedzianolicych mieszkańców Winlandii. Pwyl natomiast przegrał swoje królestwo w bitwie z królem Gwyned w 1025 roku. Przyjął święcenia kapłańskie. W 1028 roku został wyłowiony bez pamięci z morza.

## Śmierć arcybiskupa
W lipcu 1059 roku, 82-letni arcybiskup Aron wyruszył z Krakowa w swą ostatnią podróż do Sandomierza. Ostatnią noc swego życia z 24 na 25 lipca spędził na rozmowie z dworzaninem biskupa sandomierskiego, Stanisławem i biskupem nowogrodzkim, Łukaszem. Dzięki specyfikowi, przywiezionemu przez Stanisława z kraju Tolteków, odzyskał na tę noc pełnię władz umysłowych. Rozmawiali o tym, kto był ojcem Stanisława, co było ważne zarówno dla Stanisława, jak i Łukasza, o niepamięci Arona i możliwości jej pokonania, o zamianie Arona z bratem bliźniakiem. Pod koniec nocy umierający arcybiskup poprosił o wezwanie wszystkich i obiecał Stanisławowi, że przekaże mu swego ducha, jeśli ten odgadnie, co chciałby Aron przed śmiercią usłyszeć. Przy umierającym zgromadzili się: Łukasz, Stanisław, Anchoras, przeor kapituły krakowskiej, Lambert Sylas, biskup sandomierski i halicki, Hieronim, biskup wrocławski, księżniczka Rycheza, książę halicko-sandomierski Roman i Gnup, wygnaniec z Islandii. Stanisław odgadł życzenie Arona i odczytał mu przypowieść o robotnikach wezwanych o jedenastej. I duch Arona rzeczywiści przeszedł na Stanisława. W imieniu umierającego Stanisław włożył paliusz na Lamberta Sylasa, wyznaczając go następcą arcybiskupa. Podał też umierającemu pastorał, a ten wskazał nim na Gnupa, ojca Eryka, robotnika ostatniej godziny.

## Interpretacja
Mazurkiewicz, interpretując nocną rozmowę Łukasza i Stanisława z umierającym Aronem, twierdzi, że Aron tylko pozornie uznał, że z morza został wyłowiony jego brat bliźniak. Świadom tego, że pogłoski na ten temat mogłyby zagrozić stabilności biskupstwa krakowskiego, zgodził się na przekazanie paliusza, by uciszyć Stanisława, nie swoim kandydatom, Hieronimowi czy Irlandczykowi, Anchorasowi, lecz patronowi Stanisława, Lambertowi Sylasowi. Umacnia tym samym strukturę kościelną, której spoistości zagrażał dotąd Lambert jako biskup sandomierski, dopuszczający w swej diecezji liturgię słowiańską i przejawiający silne skłonności do wschodniego chrześcijaństwa, których w Krakowie nie będzie mógł rozwijać. Jednocześnie Aron zdaje sobie sprawę z tego, że Sylas, zawdzięczający swą pozycję Stanisławowi, będzie od niego całkowicie zależny. Stara się więc osłabić pozycję Stanisława. Przyznając, że mógł się zamienić osobowością z Pwylem, przekonuje Stanisława, że po swojej śmierci część jego duszy wstąpi w ciało Stanisława i będzie łagodzić jego gwałtowność. Nadto pastorałem wyznacza Gnupa na strażnika Stanisławowego.